# Deporte en Bogotá

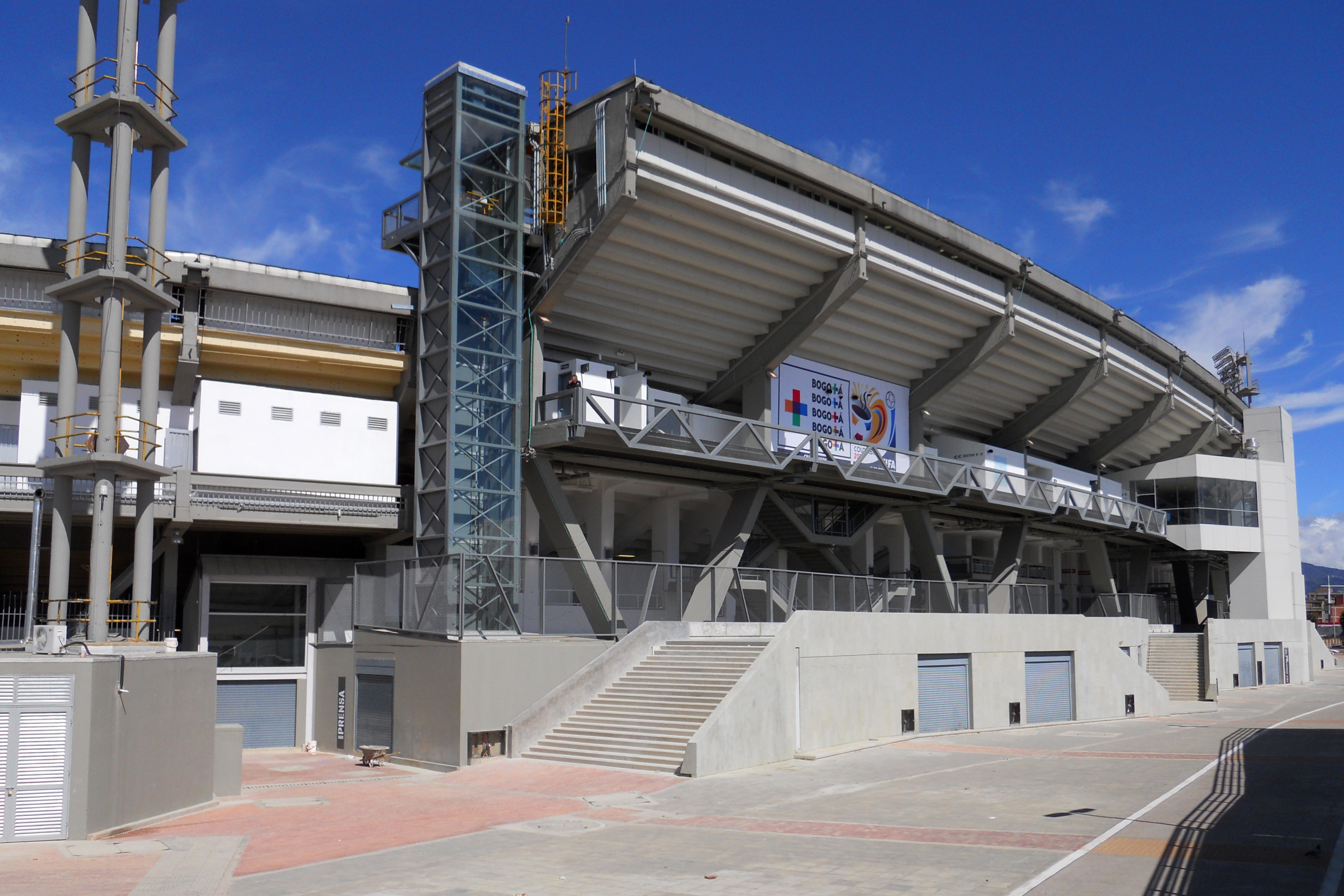
Estadio Nemesio Camacho El Campín.

El Instituto Distrital de Recreación y Deporte promueve la recreación, el deporte y el buen uso de los parques en Bogotá.
Diferentes deportes se practican de forma profesional y lúdica en Bogotá. Por ejemplo, el fútbol de salón ha sido declarado como deporte símbolo de Bogotá, ya que es la disciplina más practicada en la ciudad. Bogotá fue sede de los primeros Juegos Bolivarianos celebrados en 1938, de los Juegos nacionales de 2004 obteniendo el campeonato, fue la sede de la Selección de fútbol de Colombia en donde obtuvo el título de la Copa América 2001 y fue sede de la final del Mundial de Fútbol Sub-20 de 2011.

## Fútbol
En la capital colombiana el deporte que más interés motiva es el fútbol, siendo Millonarios y Santa Fe los dos equipos bogotanos con mayor trayectoria en la Primera División y dos de los únicos en haber jugado todos los torneos. Ambos conjuntos disputan el clásico capitalino.
En cuanto al Futbol femenino los principales equipos de la ciudad cuentan con sus filiales femeninas. La ciudad cuenta con tres título de liga conseguido por Santa Fe.
La Equidad y Fortaleza  son los otros representantes de la ciudad en Primera División. Otros equipos de fútbol de la ciudad en Segunda División son, Bogotá F.C, Real Cundinamarca y Tigres F.C.; aunque sus raíces son del municipio vecino de Soacha.
El Boyacá Chicó Fútbol Club, formado en honor al barrio del mismo nombre, jugó en la ciudad hasta 2004, cuando por cuestiones de patrocinio y de apoyo económico gubernamental, se trasladó a la ciudad de Tunja, ubicada a 157 km de Bogotá (90 minutos de distancia).
En la ciudad y su zona metropolitana existieron equipos en la desaparecida Categoría Primera C como Independiente Distrital, Facatativa Fútbol Club, Asociación Cristiana Deportiva, Academia FC, Caterpillar Motor, Super Mundial Fútbol Club, Chía Fútbol Club, Real Madrid y los equipos B de La Equidad, Millonarios y Santa Fe.
El futbol aficionado es organizado en Bogotá por la Difutbol y la Liga de fútbol de Bogotá. Entre otros, la ciudad organiza el torneo de fútbol aficionado más tradicional de Colombia, el Hexagonal del Olaya que se juega desde hace 57 años en los meses de diciembre y enero en el Parque Estadio Olaya Herrera al sur de la ciudad.
| Equipo                             | Liga                      | Fundación | Estadio                      | Palmarés |
| ---------------------------------- | ------------------------- | --------- | ---------------------------- | --- |
| Millonarios Fútbol Club            | Categoría Primera A       | 1946      | Nemesio Camacho El Campín    | 23 (16 Ligas nacionales,2 Superliga de Colombia, 3 Copas Colombia) internacional (1 Copa Merconorte, 1 Copa Simón Bolívar)                                         |
| Independiente Santa Fe             | Categoría Primera A       | 1941      | Nemesio Camacho El Campín    | 18 (10 Ligas nacionales,3 Superligas de Colombia, 2 Copas Colombia) internacional (1 Copa Sudamericana, 1 Copa intercontinental Suruga Bank, 1 Copa Simón Bolívar) |
| Independiente Santa Fe Femenino    | Liga Profesional Femenina | 2016      | Nemesio Camacho El Campín    | 3 (3 Liga nacional) |
| Club Deportivo La Equidad          | Categoría Primera A       | 1982      | Metropolitano De Techo       | 1 (1 Copa Colombia) |
| Bogotá Fútbol Club                 | Categoría Primera B       | 2003      | Metropolitano De Techo       | Ninguno |
| Fortaleza Fútbol Club              | Categoría Primera B       | 2010      | Metropolitano De Techo       | Ninguno |
| Tigres Fútbol Club                 | Categoría Primera B       | 2016      | Metropolitano De Techo       | Ninguno |
| Real Cundinamarca                  | Categoría Primera B       | 2024      | Parque Estadio Olaya Herrera | Ninguno |
| Millonarios Fútbol Club Femenino   | Liga Profesional Femenina | 2018      | Nemesio Camacho El Campín    | Ninguno |
| Club Deportivo La Equidad Femenino | Liga Profesional Femenina | 2017      | Metropolitano De Techo       | Ninguno |

## Escenarios
En cuanto a infraestructura, la ciudad cuenta con el Estadio Nemesio Camacho El Campín (en la localidad de Teusaquillo), inaugurado en 1938 con capacidad para 48.600 personas.
Fue la sede de la Selección de fútbol de Colombia en las Eliminatorias Mundialistas y la casa de Millonarios y Santa Fe.
El Campín suma 23 disputas de la Copa Libertadores de América y ocupa el lugar 10 de ciudades con mayor cantidad de partidos en este torneo, además ambos equipos han jugado allí numerosos partidos y temporadas internacionales y han ganado muchos de sus 19 títulos en el Fútbol Profesional Colombiano.

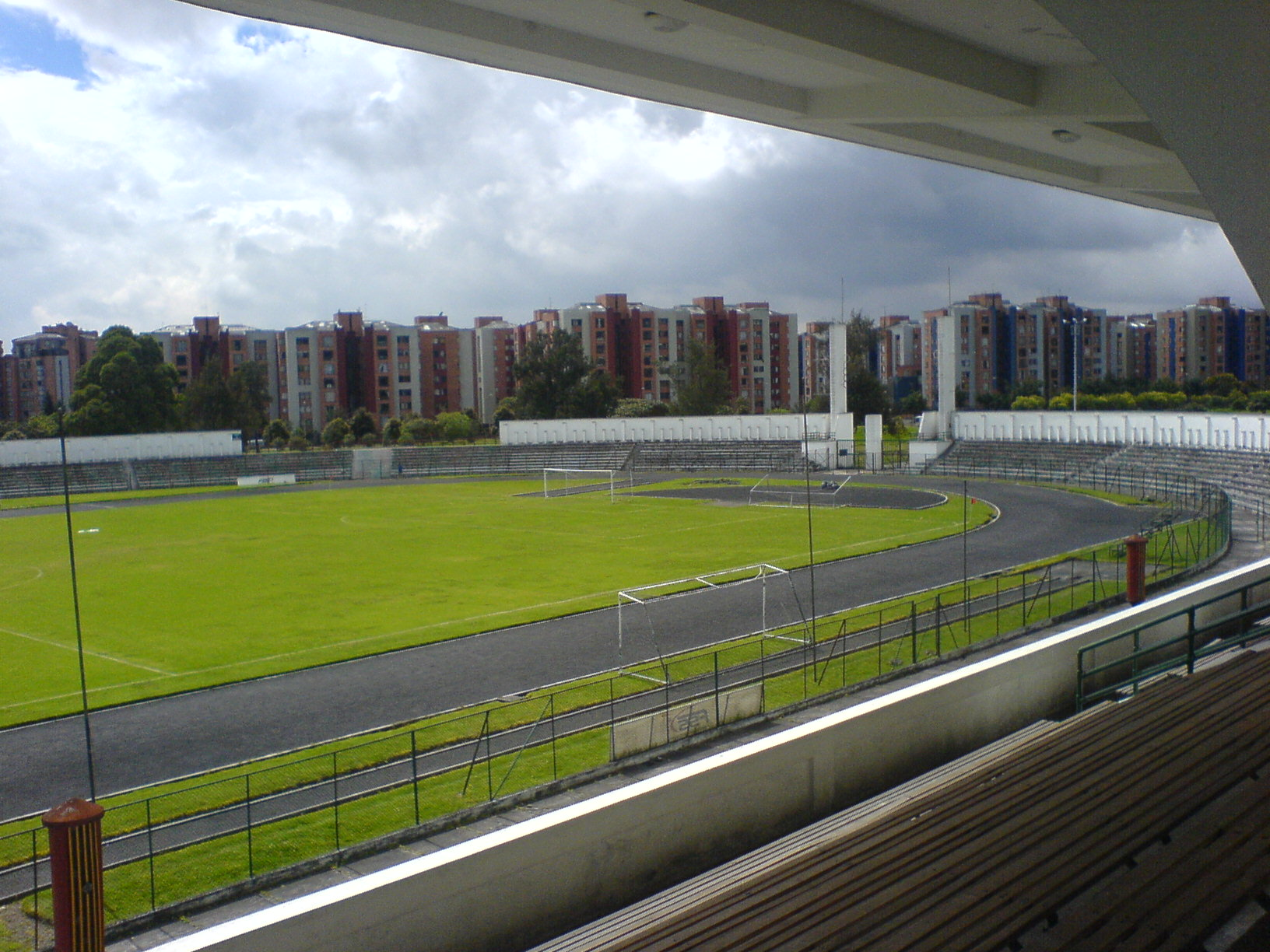
Estadio Alfonso López Pumarejo, el estadio de la Ciudad Universitaria de Bogotá, construido en 1936.

Para destacar se han jugado finales de la Copa Libertadores de América en 1989, de la Copa Conmebol en 1996 y de la Copa Merconorte en 1999, 2000 y 2001. Además la Selección de fútbol de Colombia, clasificó al Campeonato Mundial de Chile 1962 y ha sido subcampeona en 1975 y campeona en 2001 de la Copa América.
Otros certámenes futbolísticos importantes celebrados en la capital fueron los Campeonatos Preolímpicos de la CONMEBOL a los Juegos Olímpicos de México 1968, Múnich 1972 (en 1971) y Moscú 1980; en todos ellos la Selección de fútbol de Colombia participó en la competencia de fútbol de los Olímpicos.
También se efectuaron el Campeonato Sudamericano Sub-20 de 1964 (Colombia subcampeón) y el Campeonato Sudamericano Sub-23 de 1994 (Colombia campeón), ocurriendo en este último la particularidad que a diferencia del resto, no se jugó en El Campín sino en el Estadio Metropolitano de Techo.
En el año 1975 la selección de fútbol había hecho toda su campaña a la final de la Copa América en Bogotá, perdiendo el título ante la selección del Perú en desempate jugado en Caracas. En 2001 ganó la final de la Copa América a México en El Campín.
Otros estadios de fútbol en Bogotá son:
- El Estadio Metropolitano de Techo (en la localidad de Kennedy), sede de los equipos Fortaleza, La Equidad, Tigres y Bogotá F.C., con capacidad para 10 000 personas luego de su remodelación.
- El Estadio Alfonso López Pumarejo en la Universidad Nacional de Colombia, en la Ciudad Universitaria (también ubicada en Teusaquillo), antigua sede del Bogotá F.C. con capacidad para 12.000 personas. Primer estadio de la ciudad construido en 1936, Monumento Nacional y sede de Primera División entre 1948 y 1952 del desaparecido Universidad de Bogotá.
- El Estadio Compensar, propiedad de la caja de compensación familiar del mismo nombre, casa del desaparecido equipo Academia Fútbol Club. Es el primer estadio de césped sintético en Colombia. Tiene capacidad de 4.500 espectadores.
- Parque Estadio Olaya Herrera (en la localidad de Rafael Uribe Uribe), donde se disputa, desde 1959, el torneo de fútbol aficionado más importante y tradicional de la capital y uno de los más importantes del país: el Hexagonal del Olaya. Cuenta con un área total de 60.137 metros cuadrados. El recinto lúdico hace parte de la Estructura Ecológica Principal de Bogotá, cuya función básica es sostener y conducir la biodiversidad y los procesos ecológicos ambientales, dotando al territorio de bienes y servicios ambientales para su desarrollo sostenible, con capacidad para 2.500 aficionados.[5]

Otros campos de fútbol de menor nivel dentro del perímetro de Bogotá son: El Campincito (mini-estadio anexo a El Campín), Tabora (en la localidad de Engativa), Servitá (en la localidad de Usaquén), La Alquería (en la localidad de Puente Aranda), Atahualpa (en la localidad de Fontibón), La Gaitana (en la localidad de Suba), La Paz (dentro del Parque Metropolitano Timiza), el del Parque el Salitre, el del Club La Fortaleza, entre otros.
Además, cuenta en el Área Metropolitana con los Estadios Luis Carlos Galán de Soacha, y los Municipales de Chía, Zipaquirá, Sibaté, Tabio, Facatativa y Madrid (algunos de los cuales en que se ha disputado el torneo de Segunda División y en los casos de Soacha y Zipaquirá, incluso partidos de Primera División (cuando El Campín estuvo suspendido).
También hay diversas canchas para la práctica de microfútbol, modalidad del futsal, en diferentes puntos de la ciudad desde los parques más pequeños, hasta coliseos o centros deportivos. Esta modalidad suele ser más común en Bogotá que el fútbol de campo, por la facilidad para encontrar campos en donde practicarla.
Otros escenarios deportivos importantes son el Coliseo Cubierto El Campín, ubicado al lado del Estadio y de la estación Movistar Arena de TransMilenio, con capacidad para 28 mil personas, el Autódromo de Tocancipá, situado en el municipio de este nombre, que incluye el Kartódromo Juan Pablo Montoya, el complejo acuático del Parque Simón Bolívar, el Velódromo Primero de Mayo, el Palacio de los Deportes y la Unidad Deportiva El Salitre, que incluye el Velódromo Luis Carlos Galán Sarmiento (sede del Campeonato Mundial de Ciclismo en Pista de 1995), el Diamante El Salitre (estadio de béisbol), el Coliseo El Salitre, el Centro de Alto Rendimiento, así como el Centro de Recreación de Compensar (con piscinas olímpicas y canchas de fútbol). En los grandes parques de la ciudad también se encuentran algunos importantes escenarios deportivos.

## Ciclismo
No sólo de fútbol vive la ciudad, ya que cuenta con la red de Ciclorrutas que aparte de ser un medio alternativo de transporte, sirven para la práctica del ciclismo, al igual que la Ciclovía dominical, una tradición vigente desde 1980 y que actualmente destina 320 km de la malla vial para uso exclusivo de bicicletas todos los domingos y festivos, de 7 a 14 
La ciudad siempre está presente en el recorrido de la Vuelta a Colombia, debido a que permite realizar etapas de montaña escalando importantes pasos como: Alto de la Mona, Alto del Trigo y Alto de la Tribuna (Etapa Honda - Bogotá), Alto de San Miguel (Fusagasugá - Bogotá), Alto de Mondoñedo (La Mesa - Bogotá), Alto del Vino (Villeta - Bogotá), Alto de los Patios (Bogotá - La Calera), Alto del Boquerón (Villavicencio - Bogotá). También es común programar etapas de contrarreloj o circuitos urbanos en los que se aprovecha el terreno plano de la ciudad y su red vial.
El Campín fue sede de la etapa final de la Vuelta a Colombia en diversas ocasiones, cuando aún contaba con su pista atlética. En 1995 la ciudad celebró el Campeonato Mundial de Ciclismo en Pista de 1995 en el nuevo Velódromo Luis Carlos Galán.
En 2009, la ciudad fue sede del comienzo y la final de la edición 59 de la Vuelta a Colombia.

## Atletismo
El atletismo es una práctica deportiva muy popular entre los habitantes de la ciudad. Los aficionados pueden disfrutar de varias actividades gratuitas como la Ciclovía en la que los corredores disponen de 120 kilómetros para llevar a cabo su actividad. Así mismo, la ciudad cuenta con varios parques distritales que ofrecen espacios ideales para la práctica del atletismo, así como con una importante infraestructura deportiva.
La ciudad es escenario de varias carreras atléticas que reúnen a aficionados, atletas de élite, nacionales y extranjeros, que se reúnen para la práctica del atletismo.
La Media Maratón de Bogotá es una carrera atlética que se lleva a cabo en la capital de Colombia anualmente desde el año 2000. El evento se ha convertido en la carrera más importante de la ciudad y ha reunido más de 40.000 atletas, ubicándola como una de las más populares del mundo. La carrera goza de mucha popularidad en la ciudad y el país, siempre ha sido transmitida por televisión y desde el año 2003 se transmite también por Internet. En el año 2009 la Media Maratón de Bogotá recibió el Gold Label, otorgado por la IAAF gracias a su buena organización, al importante número de participantes, a su difusión a nivel internacional, por el número de atletas élite participando, por su diversidad de origen, por la preparación de la ciudad para realizar el evento, y por la infraestructura y participación de los habitantes de Bogotá para el evento.

## Tenis
En la categoría femenina se disputa la Torneo WTA de Bogotá, uno de los torneos WTA más importantes de Latinoamérica, ya que hace parte de los WTA International Tournaments. 
El ATP World Tour 250 de Bogotá (Denominado Torneo de Bogotá) fue un torneo de tenis que se ha disputado en la ciudad de Bogotá (Colombia) desde 1977 hasta 2016. En el año 2001, este se disputó sobre polvo de ladrillo; sin embargo, desde 2013, año en el que la competición retornó a la capital colombiana, el torneo se disputa sobre superficie dura. Sin embargo el torneo esta descontinuado desde 2016.
Los escenarios para la práctica de este deporte en la ciudad son: el Centro de Alto Rendimiento, el Club El Rancho, el América Tenis Club -donde juega el equipo nacional de Copa Davis-, y la Academia Colombiana de Tenis, donde juega como local el combinado nacional de Fed Cup.

## Otros deportes
Otros deportes que le han dado nombre a la ciudad son el automovilismo con el piloto Juan Pablo Montoya. En la ciudad se realizan las «6 Horas de Bogotá», siendo la competencia automovilística más reconocida de la ciudad, celebradas a final de año y que se hicieron famosas por los seis repetidos triunfos de Montoya en el Autódromo de Tocancipá, así mismo se lleva a cabo el campeonato nacional de TC (Turismo Carretera), y el baloncesto con el equipo Piratas, que ganó tres títulos del campeonato nacional de la disciplina. También cuenta para el torneo profesional de baloncesto con el equipo Guerreros. 
Otro deporte importante es el squash. En el Club El Nogal se realiza el abierto colombiano de squash, que se juega desde 1996 en agosto. Por el ataque terrorista contra el Club El Nogal se tuvieron que suspender las ediciones 2003 y 2004 del torneo. El torneo reúne a algunos de los mejores jugadores de squash del mundo. El mayor ganador del torneo ha sido Peter Braker.
El fútbol de salón, al ser el deporte símbolo de la capital del país no podía quedar atrás en la conformación de equipos para los torneos profesionales de este deporte tanto en rama masculina como femenina, regidos en ambos casos por el reglamento de la AMF; es sede del Polideportivo P&Z, tanto en rama masculina (coronándose campeón en el año 2012) como en femenina (campeonas en 2014 y 2015). También cuenta con dos equipos en la Liga de Fútbol Sala que se rige con normas FIFA: Lanús Colombia y Saeta FSC; de este último se puede decir que es uno de los conjuntos deportivos más importante de la capital, el cual inició como equipo de microfútbol participando inicialmente de los torneos distritales. En el año 2009 da el salto al profesionalismo al participar de la Copa Profesional de Microfútbol colombiano, quedando campeón en el 2014, último año que juega este torneo. Desde el 2015 da un giro a su historia deportiva al participar de la Liga de Fútbol Sala FIFA, siendo así el primer equipo a nivel nacional que participó de los dos torneos profesionales existentes de este deporte en Colombia.

## Juegos Deportivos
Bogotá fue sede de los primeros Juegos Bolivarianos celebrados en 1938, luego de ganarle la sede a Caracas en el comité del COI en Berlín en 1936, gracias a la intervención del presidente del COI Colombiano, Nariño Cheyne (nieto del prócer Antonio Nariño).
En 2002 obtuvo la sede de los VII Juegos Suramericanos de 2002 de la Organización Deportiva Suramericana, pero debido al clima de amenazas e inseguridad de aquel año, no se pudo efectuar.
En cuanto a los Juegos Nacionales, la ciudad fue sede en 2004 - en los cuales obtuvo el campeonato -, los cuales contaron con excelentes escenarios. Fue subsede de distintos Juegos Panamericanos, Centroamericanos y Bolivarianos celebrados en Cali, Medellín, Barranquilla, el Eje Cafetero y ahora en Cartagena en 2006.
En la gran época boxística del país también se llevaron a cabo en la ciudad, varias veladas por Campeonatos Mundiales.
En la Universidad Nacional de Colombia se adelanta uno de los proyectos más representativos en el deporte, se van a crear cerca de 21 ha dedicadas exclusivamente al deporte, siendo considerado este como el mayor escenario deportivo de Colombia, canchas de fútbol, rugby, hockey, voleibol, baloncesto, tenis, natación, patinaje, gimnasia, béisbol entre muchos otros.